# Bande dessinée fantastique

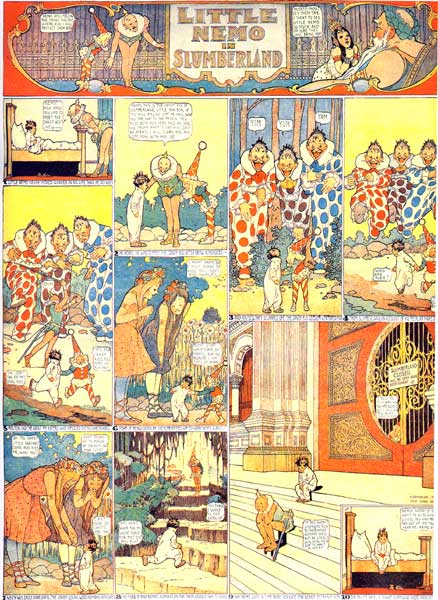
Dessinée fantastique

La bande dessinée fantastique est un sous-genre de bande dessinée mettant en scène des éléments (évènements, personnages) partageant des caractéristiques communes du genre fantastique.